# 107-й отдельный танковый батальон Ленинградского фронта
107-й отдельный танковый батальон — воинская часть Вооружённых сил СССР в Великой Отечественной войне.

## История
Батальон сформирован в августе 1941 года на Ленинградском фронте. На вооружении батальона состояли танки БТ-5 и БТ-7.
В составе действующей армии с 27 августа 1941 по 13 ноября 1941 года, как 107-й отдельный танковый батальон, 13 ноября 1941 по 6 декабря 1941 — 107-й отдельный танковый полк и с 6 декабря 1941 по 4 марта 1944 вновь как 107-й отдельный танковый батальон.
В сентябре 1941 года переброшен на правый берег Невы, в район Невской Дубровки. 18-19 октября 1941 года была предпринята первая попытка переправы танков на Невский пятачок. Удалось переправить только пять танков; три понтона из четырёх были затоплены немецкой артиллерией вместе с танками. Переправленные танки были быстро уничтожены. Попытки переправы предпринимались и потом, но удались только 14 ноября 1941 года, когда на плацдарм были переправлены 9 танков. При этом во время переправы «подбито и сгорело БТ-7 — 2, Т-26 — 1, подбит и загорелся КВ — 1, полузатонули у пристани при погрузке Т-34 — 1, Т-26 — 1. На левом берегу, подбито и сгорело БТ-5 — 3, полузатонул БТ-7 — 1.» 13 ноября 1941 года батальон развёрнут в 107-й отдельный танковый полк, но уже меньше чем через месяц свёрнут обратно в батальон 2-го формирования. Вновь ведёт бои на Невском пятачке, в частности 14 и 15 ноября 1941 года поддерживает части 168-й дивизии. В период с 16 по 20 ноября 1941 года на пятачок были переправлены ещё десять танков Т-26, один БТ-7, два танков БТ-5. 21 ноября 1941 года вновь участвует в атаках. Действует на Невском пятачке до января 1942 года, когда был переброшен на левый берег Невы в район Погостья.
С января 1942 года вступил в бои в районе Погостья, так 18 января 1942 года поддерживает вместе со 122-й танковой бригадой наступление 3-й гвардейской стрелковой дивизии на Погостье. В ходе зимних боёв потерял всю технику.
На март 1942 года дислоцируется в Оломне не имея техники. 26 марта 1942 года передан в состав 8-й армии. В лесах в районе Погостья техники батальона сумели собрать и затем восстановить 10 немецких танков PzKpfw III и StuG III из которых была составлена рота танков а также восстановить 1 КВ-1 и 3 Т-34..
С 7 апреля 1942 года этими танками поддерживает наступление советских войск, в частности, 80-й стрелковой дивизии на Виняголово, 8 апреля 1942 года форсирует реку Мга. Один танк вместе с батальоном 1-й горнострелковой бригады и 59-м лыжным батальоном к 12 апреля 1942 года оказался отрезанным от своих, ведёт бои в окружении. На танке к своим прорвались только 23 человека из состава двух батальонов.
До конца лета 1942 года базируется в районе Гайтолово. С 27 августа 1942 года участвует в Синявинской операции. Поддерживает в ходе наступления части 327-й стрелковой дивизии, участвует во взятии опорного пункта Вороново, 1-го и 2-го Эстонских посёлков, затем безуспешно штурмует Синявино. Как и все части армии попадает в окружение.
В январе 1943 года вместе с 25-м танковым полком наступает на участке Гайтолово — Мишкино, поддерживая 80-ю стрелковую дивизию и 73-ю морскую стрелковую бригаду, не позволяя перебрасывать подкрепления в район прорыва блокады
С 10 февраля 1943 года в составе 54-й армии принимает участие в Крансноборско-Смердынской операции, С 19 марта 1943 года в составе вновь в составе 8-й армии принимает участие в Мгинско-Шапкинской операции, в июле-августе 1943 года наступает на опорный пункт Поречье в ходе Мгинской операции.
С 16 января 1944 года задействован в Ленинградско-Новгородской операции, наступая на Чудово и с боями пройдя до Оредежа, затем переброшен к Шимску и через Порхов — Дно вышел к Пскову.
28 марта 1944 года выведен на переформирование и 28 марта 1944 года батальон переформирован в 1239-й отдельный самоходно-артиллерийский полк

## Подчинение
| Дата            | Фронт (округ)                                              | Армия                          | Корпус | Дивизия | Бригада | Примечания        |
| --------------- | ---------------------------------------------------------- | ------------------------------ | ------ | ------- | ------- | ----------------- |
| 01.09.1941 года | Ленинградский фронт                                        | -                              | -      | -       | -       | точных данных нет |
| 01.10.1941 года | Ленинградский фронт                                        | Невская оперативная группа     | -      | -       | -       | -                 |
| 01.11.1941 года | Ленинградский фронт                                        | 1-я Невская оперативная группа | -      | -       | -       | -                 |
| 01.12.1941 года | Ленинградский фронт                                        | 8-я армия                      | -      | -       | -       | -                 |
| 01.01.1942 года | Ленинградский фронт                                        | -                              | -      | -       | -       | -                 |
| 01.02.1942 года | Ленинградский фронт                                        | 54-я армия                     | -      | -       | -       | -                 |
| 01.03.1942 года | Ленинградский фронт                                        | 54-я армия                     | -      | -       | -       | -                 |
| 01.04.1942 года | Ленинградский фронт                                        | 8-я армия                      | -      | -       | -       | -                 |
| 01.05.1942 года | Ленинградский фронт (Группа войск Волховского направления) | 8-я армия                      | -      | -       | -       | -                 |
| 01.06.1942 года | Ленинградский фронт (Волховская группа войск)              | 8-я армия                      | -      | -       | -       | -                 |
| 01.07.1942 года | Волховский фронт                                           | 8-я армия                      | -      | -       | -       | -                 |
| 01.08.1942 года | Волховский фронт                                           | 8-я армия                      | -      | -       | -       | -                 |
| 01.09.1942 года | Волховский фронт                                           | 8-я армия                      | -      | -       | -       | -                 |
| 01.10.1942 года | Волховский фронт                                           | 8-я армия                      | -      | -       | -       | -                 |
| 01.11.1942 года | Волховский фронт                                           | 8-я армия                      | -      | -       | -       | -                 |
| 01.12.1942 года | Волховский фронт                                           | 8-я армия                      | -      | -       | -       | -                 |
| 01.01.1943 года | Волховский фронт                                           | -                              | -      | -       | -       | -                 |
| 01.02.1943 года | Волховский фронт                                           | 54-я армия                     | -      | -       | -       | -                 |
| 01.03.1943 года | Волховский фронт                                           | 54-я армия                     | -      | -       | -       | -                 |
| 01.04.1943 года | Волховский фронт                                           | 8-я армия                      | -      | -       | -       | -                 |
| 01.05.1943 года | Волховский фронт                                           | 8-я армия                      | -      | -       | -       | -                 |
| 01.06.1943 года | Волховский фронт                                           | 8-я армия                      | -      | -       | -       | -                 |
| 01.07.1943 года | Волховский фронт                                           | 8-я армия                      | -      | -       | -       | -                 |
| 01.08.1943 года | Волховский фронт                                           | 8-я армия                      | -      | -       | -       | -                 |
| 01.09.1943 года | Волховский фронт                                           | 8-я армия                      | -      | -       | -       | -                 |
| 01.10.1943 года | Волховский фронт                                           | 8-я армия                      | -      | -       | -       | -                 |
| 01.11.1943 года | Волховский фронт                                           | 4-я армия                      | -      | -       | -       | -                 |
| 01.12.1943 года | Волховский фронт                                           | 54-я армия                     | -      | -       | -       | -                 |
| 01.01.1944 года | Волховский фронт                                           | 54-я армия                     | -      | -       | -       | -                 |
| 01.02.1944 года | Волховский фронт                                           | 54-я армия                     | -      | -       | -       | -                 |
| 01.03.1944 года | Ленинградский фронт                                        | 54-я армия                     | -      | -       | -       | -                 |

## Командиры
- майор Беспрозванный (погиб 14.11.1941)
- майор Лебедев, Виктор Григорьевич (с 14.11.1941)
- майор Орлов, Василий Фёдорович
- майор Б. А. Шалимов.